# 巴德韦尔 (肯塔基州)
巴德韦尔（英語：Bardwell），是美国肯塔基州的一座城市。建立于1784年，面积约为2.3平方公里（0.9平方英里）。根据2010年美国人口普查，该市的人口为723人。